# Barrow-in-Furness
Barrow-in-Furness este un oraș și un district ne-metropolitan situat în comitatul Cumbria, regiunea North West England, Anglia. Districtul are o populație de 71.981 locuitori, dintre care 59.182 locuiesc în orașul propriu zis,  Barrow-in-Furness.